# Sandy Baron
Sandy Baron (New York, 5 mei 1937 – 21 januari 2001), geboren als Sanford Beresofsky, was een Amerikaans acteur en scenarioschrijver.

## Biografie
Baron is geboren in Brooklyn en veranderde zijn naam tijdens zijn studie op Brooklyn College, de naam Baron haalde hij uit de naam van de boekwinkel Barron's die vlak bij zijn school was. Na school ging hij werken in de Catskill Mountains, een natuurgebied noordwesten van New York, en viel daar al op met zijn humor. Hij ging toen op het einde van de jaren vijftig werken voor de Compass Players Improv Comedy Group. Baron maakte zijn Broadway theatre debuut op 25 oktober 1962 met het toneelstuk Tchin-Tchin en speelde hierna nog diverse rollen in het theater.
Baron begon in 1962 met acteren voor televisie in de televisieserie Naked City. Hierna heeft hij nog meerdere rollen gespeeld in televisieseries en films zoals Hey, Landlord (1966-1967), Targets (1968), Straight Time (1978), Birdy (1984), The Munsters' Scary Little Christmas (1996) en Seinfeld (1991-1997). 
Baron was in de jaren zeventig ook werkzaam als diskjockey in New York voordat hij zich richtte op acteren. Baron overleed aan de gevolgen van COPD op 21  januari 2001 in een verpleeghuis in San Fernando Valley Californië.

## Huwelijken
| Naam              | Periode                            | Bijzonderheden |
| ----------------- | ---------------------------------- | -------------- |
| Geraldine Baron   | 16 december 1962 – november 1967   | gescheiden     |
| Mary Jo Webster   | 8 november 1970 – 27 februari 1975 | gescheiden     |
| Stephanie Ericson | 17 januari 1976 - ????             | gescheiden     |

## Filmografie[2]

### Films
- 1998 The Hi-Lo Country – als Henchman
- 1996 The Munsters' Scary Little Christmas – als opa Munster
- 1995 Twilight Highway – als Lenny
- 1994 Leprechaun 2 – als Morty
- 1991 Lonely Hearts – als appartement manager
- 1991 Motorama – als gegijzelde man
- 1990 The Grifters – als dokter
- 1986 Mission Kill – als Bingo Thomas
- 1986 Vamp – als Vic
- 1986 Sid & Nancy – als hotelier
- 1984 Birdy – als mr. Columbato
- 1979 Anatomy of a Seduction – als Maitre d'
- 1978 Straight Time – als Manny
- 1970 The Out of Towners – als TV man
- 1970 The Magic Garden of Stanley Sweetheart – als man die grap vertelt in bar
- 1969 Girls in the Saddle – als ??
- 1969 If It's Tuesday, This Must Be Belgium – als John Marino
- 1968 Targets – als Kip Larkin
- 1968 Sweer November – als Richard

### Televisieseries
Uitgezonderd eenmalige gastrollen.
- 1991 – 1997 Seinfeld – als Jack Klompus – 4 afl.
- 1991 Walter & Emily – als Stan - ? afl.
- 1990 – 1991 The Munsters Today – als Yorga – 2 afl.
- 1966 – 1967 Hey, Landlord – als Charles Hookstratten – 31 afl.

### Scenarioschrijver
- 1971 The Bill Cosby Show – televisieserie – 1 afl.
- 1970 Sonny & Cher: Nitty Gritty Hour – televisieprogramma

### Theaterwerk[3]
- 1971 – 1972 Lenny – als Lenny Bruce
- 1965 – 1966 Generation – als Ken Powell
- 1963 Arturo Ui – als priester
- 1962 – 1963 Tchin-Tchin – als man

- Biblioteca Nacional de España: XX1237088
- International Standard Name Identifier: 0000 0000 4601 1312
- Library of Congress Control Number: no97030635
- MusicBrainz: 394f7515-5286-4e07-bcbf-9278c570f70c
- Nationale Bibliotheek van Israël: 987007423859005171
- Système universitaire de documentation: 061182451
- Virtual International Authority File: 29136401
- WorldCat: E39PBJB49mtwXBpVvyhY4FJhpP